# モントセラトの紋章
モントセラトの紋章（モントセラトのもんしょう　Coat of arms of Montserrat）は、1909年に制定された。盾には、キリスト教を意味する十字架に、右手で抱き着ついている緑の衣装を着た女性が描かれている。
モントセラトにはアイルランドからの移民が多かったことにより、紋章にもアイルランドの影響があり、描かれている女性は、アイルランドを擬人化したエリンであり、左手はアイルランドの国章に用いられている金色のハープへ添えられている。
この紋章は、モントセラトの旗及び総督旗のデザインにも組み込まれている。